# Micaela Ramazzotti
Micaela Ramazzotti (Roma, 17 gennaio 1979) è un'attrice italiana.
Nel corso della sua carriera di attrice di cinema ha ottenuto vari premi, tra cui 1 David di Donatello, 5 Nastri d'argento, 1 Globo d'oro e 2 Ciak d'oro.

## Biografia

### Gli esordi
Di padre romano e madre di Corato (BA), inizia la carriera a 13 anni con i fotoromanzi, di cui è appassionata lettrice. Compare così assiduamente sui fotoromanzi della rivista per adolescenti Cioè a metà degli anni novanta. Studia dizione per passare ancora giovanissima al cinema, facendo a diciassette anni la comparsa ne La via degli angeli di Pupi Avati, oltre ad altre produzioni del piccolo schermo.
Dopo aver terminato il liceo artistico, ha frequentato per un anno l’Accademia delle Belle Arti in via Ripetta a Roma.
Esordisce al cinema da protagonista ne La prima volta di Massimo Martella, prodotto da Fiorenzo Senese insieme con Antonio e Pupi Avati. Il suo primo ruolo significativo tuttavia è Zora, nell'esordio cinematografico dei Manetti Bros., Zora la vampira, commedia horror con Carlo Verdone, anche produttore del film, uscita nel 2000.
Nel 2000 gira Vacanze di Natale 2000, ed è di nuovo protagonista in Commedia sexy di Claudio Bigagli, con Ricky Tognazzi, Alessandro Benvenuti ed Elena Sofia Ricci. Inoltre nel 2004 gira il videoclip con Max Pezzali Il mondo insieme a te. A ventisette anni si trasferisce a Londra, dove lavora come cameriera; torna quindi in Italia per partecipare a un provino e viene scelta per il ruolo di Veronica, giovane amante del personaggio interpretato da Luca Zingaretti in Non prendere impegni stasera di Gianluca Maria Tavarelli, per il quale riceve il premio Wella Cinema Donna come attrice rivelazione alla 63ª Mostra internazionale d'arte cinematografica di Venezia.

### 2008-10: il successo
Grazie al film di Tavarelli, presentato al Festival di Venezia, viene notata da Carlo Virzì che la segnala al fratello, il regista Paolo Virzì, per il ruolo di Sonia nel film Tutta la vita davanti. Sul set del film, in cui la Ramazzotti interpreta il ruolo di una giovane madre svampita, e in cui appare in una scena di nudo integrale, nasce la relazione fra lei e il regista Paolo Virzì.
Il film esce nel marzo del 2008 con ottimi riscontri di pubblico e critica. È un successo personale della Ramazzotti, la cui prova è definita «di struggente intensità» da MyMovies e che riceve pure una candidatura ai Ciak d'oro alla migliore attrice non protagonista. Sempre nel 2008 è co-protagonista della miniserie TV L'ultimo padrino, regia di Marco Risi e della serie televisiva Crimini bianchi, regia di Alberto Ferrari. Nel giugno dello stesso anno posa nuda per il settimanale Max.
Partecipa al film Questione di cuore di Francesca Archibugi, dove interpreta il ruolo della protagonista Rossana, «una donna tosta e combattiva, che difende il suo mondo e la sua famiglia».
Nel 2009 viene candidata la prima volta al David di Donatello per la migliore attrice non protagonista per l'interpretazione di Sonia nel film Tutta la vita davanti. Nel giugno dello stesso anno, per Questione di cuore dell'Archibugi viene candidata per la prima volta al Globo d'oro alla miglior attrice e vince il Ciak d'oro per la migliore attrice non protagonista.
Nel gennaio 2010 esce nelle sale cinematografiche La prima cosa bella, in cui è nuovamente diretta da Paolo Virzì. Il film è un successo di pubblico e critica. Micaela Ramazzotti interpreta il ruolo di Anna, la giovane madre del protagonista. L'interpretazione conquista il consenso di pubblico e critica e le vale la vittoria del David di Donatello per la migliore attrice protagonista e del Nastro d'argento alla migliore attrice protagonista in condivisione con la stessa Stefania Sandrelli.

### 2011-presente
Nel 2011 viene presentato al Festival internazionale del film di Roma, la commedia Il cuore grande delle ragazze, film con la regia di Pupi Avati, dove la Ramazzotti interpreta Francesca. Il film è accolto in maniera tiepida sia dal pubblico sia dalla critica: soprattutto quest'ultima lo considera un film minore del regista. I giudizi sull'interpretazione di Micaela Ramazzotti sono però positivi: «perfetta» scrive Maurizio Acerbi de Il Giornale, mentre Marzia Gandolfi su MyMovies definisce «sprecata» l'interpretazione della Ramazzotti, rispetto all'insieme del film.
Nel marzo 2012 esce la commedia Posti in piedi in paradiso di Carlo Verdone, dove Micaela interpreta la cardiologa Gloria, ruolo che Verdone ha scritto per lei. Il film è un buon successo di pubblico e critica. Grazie all'interpretazione di questo film, Micaela riceve la terza candidatura ai David di Donatello come migliore attrice protagonista. Il 30 giugno dello stesso anno viene premiata con il secondo Nastro d'argento come migliore attrice protagonista per le commedie di Avati e di Verdone.
Partecipa anche al film indipendente Bellas mariposas, presentato nella sezione Orizzonti alla 69ª Mostra internazionale d'arte cinematografica di Venezia, nel piccolo ruolo della Coga Aleni, una specie di maga che riesce a leggere il futuro delle persone.
L'anno seguente partecipa come protagonista in Anni felici, film vagamente autobiografico di Daniele Luchetti, in cui interpreta il ruolo di Serena. Il film è accolto tiepidamente, ma la recitazione viene molto apprezzata dalla critica, in particolare Il Giornale la definisce: «Straordinaria e intensa», una performance che «raggiunge l'apice della sua carriera». Grazie a questa interpretazione di madre, che la stessa attrice descrive come «complessa, contraddittoria, matta e responsabile [...]. Una donna tormentata che vive l'amore come un gioco infantile» riceve la seconda candidatura al Globo d'oro nel 2014.
Nel 2014 è la protagonista della miniserie televisiva Un matrimonio, con la regia di Pupi Avati. La trama narra la vita di due giovani bolognesi e delle loro famiglie, interpretati dall'attrice e da Flavio Parenti. La miniserie ha ottimi ascolti e la Ramazzotti vince il premio Flaiano per la migliore attrice televisiva 2014.
A maggio 2014 esce nelle sale il film d'esordio di Sebastiano Riso, Più buio di mezzanotte, biopic sulla transessuale Fuxia. Micaela Ramazzotti interpreta la madre del giovane protagonista, destinata alla cecità. Per questo ruolo in cui recita in catanese, viene candidata al Nastro d'argento alla migliore attrice non protagonista.
A gennaio 2015 esce Il nome del figlio, con la regia di Francesca Archibugi, ispirato alla pièce teatrale Le Prénom, nel quale recita il ruolo di Simona Pontecorvo, una scrittrice di un best seller a sfondo erotico, moglie del personaggio interpretato da Alessandro Gassmann. «Bravissima e straricca di sfumature» scrive di lei Maurizio Porro della sua prova recitativa. Per questa interpretazione vince il Nastro d'argento alla migliore attrice non protagonista e viene candidata nella stessa categoria ai David di Donatello 2015 e ai Ciak d'oro 2015 e al Globo d'oro alla miglior attrice ai Globi d'oro 2015. Nel film compare anche la scena del parto di Simona Pontecorvo, in realtà quello vero di Micaela Ramazzotti per la nascita di Anna Virzì, secondogenita dell'attrice e del regista, filmato in diretta da Francesca Archibugi. Nel mese di marzo è protagonista del film Ho ucciso Napoleone, storia di una single in carriera sull'orlo di una crisi di nervi, che dopo essere stata licenziata perché incinta del suo capo, pianifica una vendetta.
Nel 2016 è protagonista del film La pazza gioia, che riscuote notevole successo.
Nel 2017 interpreta il ruolo di Maria nel film Una famiglia, diretto dal regista Sebastiano Riso, in concorso per il Leone d'oro alla 74ª edizione del Festival del Cinema di Venezia.
Nel 2020 esce nelle sale con Gli anni più belli di Gabriele Muccino in cui interpreta Gemma.
Nel giugno 2021 esce nei cinema Maledetta primavera, con Giampaolo Morelli, per la regia di Elisa Amoruso.
A settembre 2023 esce il suo primo film dove oltre ad essere attrice è anche regista, Felicità.

## Vita privata
Si è sposata a Livorno il 17 gennaio 2009 con il regista Paolo Virzì, conosciuto durante la lavorazione del film Tutta la vita davanti. Il 1º marzo 2010 è nato il figlio Jacopo e il 15 aprile 2013 la figlia Anna, il cui parto è stato ripreso nel film Il nome del figlio. I due si sono separati nel novembre 2018. Nel febbraio 2019 la coppia annuncia la riappacificazione. Nel marzo 2023 i due annunciano la separazione definitiva. Attualmente è fidanzata con il personal trainer Claudio Pallitto, conosciuto nel 2022 sul set del film Felicità.

## Filmografia

### Attrice

#### Cinema
- La prima volta, regia di Massimo Martella (1999)
- La via degli angeli, regia di Pupi Avati (1999)
- Vacanze di Natale 2000, regia di Carlo Vanzina (1999)
- Zora la vampira, regia dei Manetti Bros. (2000)
- Vento di primavera - Innamorarsi a Monopoli, regia di Franco Salvia (2001)
- Commedia sexy, regia di Claudio Bigagli (2001)
- La sagoma, regia di Federico Mazzi – cortometraggio (2003)
- Sexum superando - Isabella Morra, regia di Marta Bifano (2005)
- Non prendere impegni stasera, regia di Gianluca Maria Tavarelli (2006)
- Una piccola fortuna, regia di Isabella Salvetti – cortometraggio (2007)
- Tutta la vita davanti, regia di Paolo Virzì (2008)
- Questione di cuore, regia di Francesca Archibugi (2009)
- Ce n'è per tutti, regia di Luciano Melchionna (2009)
- La prima cosa bella, regia di Paolo Virzì (2010)
- Il cuore grande delle ragazze, regia di Pupi Avati (2011)
- Posti in piedi in paradiso, regia di Carlo Verdone (2012)
- Bellas mariposas, regia di Salvatore Mereu (2012)
- Anni felici, regia di Daniele Luchetti (2013)
- Più buio di mezzanotte, regia di Sebastiano Riso (2014)
- Il nome del figlio, regia di Francesca Archibugi (2015)
- Ho ucciso Napoleone, regia di Giorgia Farina (2015)
- La pazza gioia, regia di Paolo Virzì (2016)
- Qualcosa di nuovo, regia di Cristina Comencini (2016)
- La tenerezza, regia di Gianni Amelio (2017)
- Una famiglia, regia di Sebastiano Riso (2017)
- Una storia senza nome, regia di Roberto Andò (2018)
- Ti presento Sofia, regia di Guido Chiesa (2018)
- Vivere, regia di Francesca Archibugi (2019)
- Gli anni più belli, regia di Gabriele Muccino (2020)
- Maledetta primavera, regia di Elisa Amoruso (2020)
- Naufragi, regia Stefano Chiantini (2021)
- 7 donne e un mistero, regia di Alessandro Genovesi (2021)
- L'ombra di Caravaggio, regia di Michele Placido (2022)
- Felicità, regia di Micaela Ramazzotti (2023)
- 30 notti con il mio ex, regia di Guido Chiesa (2025)

#### Televisione
- Incantesimo 2 – serial TV (1999-2000)
- Don Matteo 2 – serie TV, episodio 2x15 (2001)
- Una donna per amico 3 – serie TV (2001)
- Cuori rubati – serial TV (2002-2003)
- Blindati, regia di Claudio Fragasso – miniserie TV (2003)
- Amanti e segreti – serie TV (2004)
- Gli occhi dell'amore, regia di Giulio Base – film TV (2005)
- Un anno a primavera, regia di Angelo Longoni – miniserie TV (2005)
- Orgoglio capitolo secondo – serie TV (2005)
- E poi c'è Filippo, regia di Maurizio Ponzi – miniserie TV (2006)
- Il mio amico Babbo Natale 2, regia di Lucio Gaudino – film TV (2006)
- R.I.S. 3 - Delitti imperfetti – serie TV (2007)
- L'ultimo padrino, regia di Marco Risi – miniserie TV (2008)
- Crimini bianchi – serie TV (2008-2009)
- Le segretarie del sesto, regia di Angelo Longoni – miniserie TV (2009)
- Un matrimonio, regia di Pupi Avati – miniserie TV (2013)
- The Good Mothers – serie TV (2023)
- Un amore, regia di Francesco Lagi – miniserie TV (2024)

#### Videoclip
- Il mondo insieme a te di Max Pezzali (2004)
- Il cielo ha una porta sola di Biagio Antonacci (2008)
- Gli anni più belli di Claudio Baglioni (2020)

### Regia
- Felicità (2023)

### Doppiatrice
- Lei, regia di Spike Jonze (2013) - Samantha
- Planes, regia di Klay Hall (2013) - Azzurra
- Il piccolo principe, regia di Mark Osborne (2015) - la rosa

## Riconoscimenti
- David di Donatello
  - 2009 – Candidatura alla migliore attrice non protagonista per Tutta la vita davanti
  - 2010 – Migliore attrice protagonista per La prima cosa bella
  - 2012 – Candidatura alla migliore attrice protagonista per Posti in piedi in paradiso
  - 2015 – Candidatura alla migliore attrice non protagonista per Il nome del figlio
  - 2017 – Candidatura alla migliore attrice protagonista per La pazza gioia
  - 2018 – Candidatura alla migliore attrice non protagonista per La tenerezza
  - 2021 – Candidatura alla migliore attrice protagonista per Gli anni più belli
  - 2024 – Candidatura alla migliore regista esordiente per Felicità
  - 2024 – Candidatura alla migliore attrice protagonista per Felicità

- Nastro d'argento
  - 2009 – Premio L'Orèal Professionnel per Questione di cuore
  - 2010 – Migliore attrice protagonista per La prima cosa bella
  - 2012 – Migliore attrice protagonista per Posti in piedi in paradiso e Il cuore grande delle ragazze
  - 2014 – Candidatura alla migliore attrice non protagonista per Più buio di mezzanotte
  - 2015 – Migliore attrice non protagonista per Il nome del figlio
  - 2016 – Migliore attrice protagonista per La pazza gioia
  - 2017 – Candidatura alla migliore attrice protagonista per La tenerezza
  - 2019 – Candidatura alla migliore attrice protagonista per Una storia senza nome
  - 2020 – Candidatura alla migliore attrice protagonista per Gli anni più belli
  - 2024 – Candidatura alla migliore attrice protagonista per Un amore
  - 2024 – Candidatura al miglior regista esordiente per Felicità
  - 2024 – Migliore attrice protagonista per Felicità

- Globo d'oro
  - 2009 – Candidatura alla migliore attrice per Questione di cuore
  - 2014 – Candidatura alla migliore attrice per Anni felici
  - 2015 – Candidatura alla migliore attrice per Il nome del figlio
  - 2017 – Candidatura alla migliore attrice per La tenerezza
  - 2024 – Migliore attrice per Felicità

- Ciak d'oro
  - 2008 – Candidatura alla migliore attrice non protagonista per Tutta la vita davanti
  - 2009 – Migliore attrice non protagonista per Questione di cuore[21]
  - 2015 – Candidatura alla migliore attrice non protagonista per Il nome del figlio
  - 2017 – Migliore attrice protagonista per La pazza gioia[22]

- Mostra internazionale d'arte cinematografica
  - 2006 – Wella all'attrice rivelazione femminile per Non prendere impegni stasera
  - 2023 – Premio degli spettatori - Armani Beauty per Felicità

- Premio Flaiano
  - 2019 – Migliore interpretazione femminile per Una storia senza nome e Ti presento Sofia

- Bari International Film Festival
  - 2018 – Premio Federico Fellini Platinum Award for Cinematic Excellence
  - 2020 – Premio Anna Magnani alla migliore attrice per Gli anni più belli

- Roma Fiction Fest
  - 2014 – Miglior attrice per Un matrimonio[23]